# Michael Andrew Law
 (mai 2020).
Pour les articles homonymes, voir Law.
Michael Andrew Law (chinois : 羅卓睿 ; né Law Cheuk Yui le 13 novembre 1982 à Hong Kong) est un artiste contemporain de Hong Kong,, peintre, producteur de films hongkongais, marchand d'art et propriétaire de la galerie Michael Andrew Law à Hong Kong,.

## Biographie

### Carrière
Michael Andrew Law a étudié la peinture avec un professeur de l'Académie centrale des beaux-arts de Pékin et avec le peintre classique new-yorkais Dan Anderson. En 2008, il a obtenu un financement de l'Eco Association Ltd et a cofondé le Nature Art Workshop. En 2015, il a fondé la galerie Michael Andrew Law et en 2016, l'école d'art Michael Andrew Law.

## Travaux
Ses premiers travaux consistent principalement en des bandes dessinées et des illustrations, qui ont été publiées dans diverses publications, notamment Kung Kao Po (en), Catholic Children's Bible et divers autres livres de prières.

### Travaux figuratifs
En tant qu'artiste, Law a travaillé sur une série d'œuvres figuratives de grand réalisme. Humanity était une peinture à l'huile. Située sur un terrain fait de gazon sur l'île de Hong Kong, cette peinture narrative représente un groupe d'enfants partageant un coin de nature pacifique, tandis que les adultes se pressent vers la jungle du culte de l'argent. Les œuvres ont été exposées sur l'avenue des Stars et dans la rue Queen Victoria, à Hong Kong, en 2009.

## Collectionneurs notables
Fernandes Terresita Fernández, ancien membre de la Commission des beaux-arts des États-Unis, Theaster Gates, directeur du département des arts visuels de l'Université de Chicago, et Marilyn Minter, directrice du département des masters en art de l'Académie des arts visuels de New York, d'autres célébrités, dont les artistes entrepreneurs Jeff Koons, Takashi Murakami et le Dr Tony Nader, possèdent des œuvres de Law dans leurs collections privées. Il a participé à des expositions collectives dans le monde entier, notamment à Art Basel Hong Kong. Law vit et travaille actuellement à Hong Kong avec sa partenaire Michelle Yu Ting-Yan.

## Portraits

### Pour l'Église catholique
Un autre élément fort de sa carrière sont des peintures avec des thèmes bibliques, Law a complété la peinture à l'huile des portraits de diverses figures de l'Église catholique, y compris le pape Jean-Paul II, le pape Benoît XVI, Mère Teresa. Il a depuis exposé au niveau national et fût reconnu par l'église. L'un de ses collectionneurs Joseph Zen Ze-kiun, le cardinal chinois de l'Église catholique.

### Pour la Fondation David Lynch
L'exposition de Michael Law intitulée Du non-manifeste au manifeste dans l'art du surréalisme hyper-pop vise à collecter des fonds pour la Fondation David Lynch, qui promeut la pratique de la méditation transcendantale afin de porter assistance à diverses « populations à risque » (anciens combattants, sans-abris, etc.). L'exposition comprend des portraits peints à l'huile de Maharishi Mahesh Yogi, de John Hagelin, du cinéaste David Lynch, de Fred Travis et de Bob Roth, Président de la Fondation David Lynch.

## Expositions
- 2013 : Exposition à la NatureArt Gallery DeTour 2013[7].
- 2009 : Exposition sur l'Avenue des Stars.
- 2007 : Exposition invitée à The Peak Galleria Hong Kong[8].
- 2007 : Workshop et exposition invitée, galerie Elements, Hong Kong.
- 2006 : Exposition de la collection de Law par Joseph Zen Ze-kiun, église catholique de Hong Kong.
- 2004 - 200? : Exposition, Hong Kong Central Library (en).
- 2005 : Illustrateur pour Kung Kao Po (en).
- 2004 : Exposition collective, Wanchai Tower.
- 2003 : Exposition collective, Centre de congrès et d'expositions de Hong Kong.
- 2003 : Vainqueur du concours I luv Hong Kong Painting Competition, suivi d'une exposition au centre commercial The Landmark.

## Publications choisies
- (en) Lorenzo Sassoli de Bianchi, Vittoria Coen, Eleonora Battiston et Shu Yang, China: Contemporary Painting, Damiani, 2005, 804 p., relié, 9.5 × 13.35 inches (ISBN 978-88-89431-07-8).
- (en) Robert D. Mowry, A Tradition Redefined: Modern and Contemporary Chinese Ink Paintings from the Chu-tsing Li Collection, New Haven, Yale University Press, 2008 (ISBN 0-300-12672-7).
- (en) Cheukyui Law et Michael Andrew Law, Michael Andrew Law: Pale Hair Girls Catalogue (Volume 1), 2014 (ISBN 978-1503372115)
- (en) Michael Andrew Law, iEgoism, XLIBRIS, 2015 (ISBN 978-1499021240)
- (en) Michael Andrew Law, Chinese Contemporary Artist Full Coloured Edition, Michael Andrew Law Studio, Hong Kong Art Basel (ISBN 978-1508758945)
- (en) Michael Andrew Law et Florence Lawman, Christmas Everyday, Michael Andrew Law Studio, Studio Cheukyui (ISBN 978-1505583922)
- (en) Michael Andrew Law, Conceptz on woods : Michael Andrew Law Exhibition Catalogue Volume 2, Los Angeles, Studio Cheukyui, 2015 (ISBN 978-1511592086)
- (en) Michael Andrew Law, iEgoism Paintings : Michael Andrew Law Exhibition Catalogue Volume 3, Los Angeles, Studio Cheukyui, 2015 (ISBN 978-1511592291)